# サンダー大王
『サンダー大王』（サンダーだいおう）は、横山光輝による日本の漫画作品。1971年10月号から1972年11月号までの14ヶ月にわたり、月刊雑誌『冒険王』（秋田書店）に連載された。単行本はサンデーコミックス版全3巻、および2007年8月10日に発売された秋田文庫版全2巻がある。

## ストーリー
サハラ砂漠のシェルドで黄金の大陸アトランチスを探していた探検隊が、ついにアトランチスにつく。そこで偶然、守護神サンダー大王の操縦器である黄金のカブトムシを手にいれた男は、大王を使って悪事をはたらく。
アトランチスのただ一人の生き残りシンゴと軍人のステンガーは大王を取り戻すために翻弄するが、手違いから大王は日本へ飛んでいってしまう。ジュピック将軍から、サンダー大王を奪取するよう命令されたステンガーはシンゴとともに日本へ。
しかし大王を取り戻したものの、ありとあらゆる人がサンダー大王を狙っていた。ついに耐えきれなくなり、自らの任務をシンゴに話したステンガーに、シンゴはサンダー大王の恐るべき秘密を話し始めた…。

## 登場人物
シンゴ
アトランチスの唯一の生き残り。サンダー大王の持ち主である。ステンガーのことを「おじさん」と呼ぶ。ジュピック将軍いわく、「あのシンゴ少年はきみ（ステンガー）にはなついている」。サンダー大王を悪に利用させないように、ステンガーと共に逃亡を続ける。
ステンガー
軍人。当初は役職名の司令官と呼ばれていたが、途中から階級名の大佐に変わった。サンダー大王を奪取するという任務を放棄。シンゴと共に逃亡する。
ジュピック将軍
ステンガーの上司。サンダー大王の奪取をステンガーに命じる。ステンガーが任務を放棄した際には、日本に来て2人を自国に拉致するが、途中シードラゴンに襲われ、大王に助けられる。そのことに感謝し、サンダー大王を隠すよう命じた。
チンタオ博士
大王を狙う科学者。ある国の命令で作った鋼鉄のドラゴンを、自らのプライドにかけて大王と勝負させるが、敗退。もう一度チャンスを与えられ、精鋭部隊を使い、大王奪取に挑む。しかしこれも失敗。任務の依頼主によって銃殺される。
ピラポレス
U連邦から大王奪取のために派遣された紳士。性格は冷酷無比。U連邦が世界に号令をかけるようにするため翻弄。ステンガーを誘拐し、あと一歩まで追いつめるが失敗。海上でもう一度追いつめるが、肉食海草に襲われ、煮えたぎった海に落ち、死亡。
スパイダー
世界征服を画策する組織。ステンガーいわく、「世界中の悪人達の親玉が手をにぎりあい」できた組織。政治家や工場をも巻き込み、法の網をくぐって暗躍する。巨大ロボットを使う。

## ロボット
サンダー大王
アトランチスの守護神。黄金のカブトムシを持った人の命令に従う。空を飛び、無敵のパワーを誇る。コンピュータも内蔵してあり、自動操縦で相手の弱点も探ることができる。武器は以下のとおり。
1. 目から怪光線…最初に使った技。人を焼き殺すほどの能力がある。とどめとしては使わない。劇中での使用回数は6回。また目は風景をスクリーンのように映すこともできる。
2. 剣…対戦車戦において使った。3000度にも達する灼熱の剣。地面に刺さっただけで火事になるほど。その威力は凄まじい。
3. 鎧の一部…決め技として3回使われた。3000度に灼熱した鎧の一部をちぎって投げる技。何ページかすると元通りになる。
4. 体の灼熱…体を灼熱させる大技。使用回数も多い

鋼鉄のドラゴン
チンタオ博士がある国にたのまれて開発したロボット。博士のプライドにかけて東京湾上空で対決。口からの火炎放射、爆撃機50機分のミサイル攻撃、角からのビームが武器であり、大王の剣さえ通用しないボディに身を包む。唯一口の中だけ装甲がなかったため、そこへ鎧の一部を投げ込まれ、内部で爆発を起こし墜落。東京湾のヘドロの中に沈んだ。
クランケ
ピラポレスがシンゴとステンガーが森に逃げた際だした機械。森中に配置されており、あらゆるものを吸い込む。その姿はまるで掃除機で、吸い込んでいる際の映像はカメラでピラポレスの屋敷のモニターに映る。その全てはサンダー大王に切られたり、根っこごと引き抜かれたりして、倒された。
精鋭部隊
チンタオ博士が、自らのプライドにかけて作ったロボット軍団。個々の大きさはサンダー大王の1/3もないが、ジェット噴射による空からの連帯攻撃で攻め続ける。大王奪取のため海の中を移動（途中、潜水艦を一隻破壊）。大王のいる山彦村に現れる。最後は空中で大王が体を灼熱させたために全ての機体が溶けてダンゴとなった。
ブラックホーク
スパイダーが大王を奪取するために派遣したロボット第一号。黒いボディで、頭の3本のアンテナから雷、および妨害電波を出す。最後は大王に弱点を見破られ、頭に剣を刺され、爆散。
メドゥサ
スパイダーのロボット第2号。ギリシャ神話のメドゥウサに似ている。大王の隠し場所に近い山に複数の鉄球となり降下。鉄球が分解して集まりメドゥサになる。パーツごと分解して空を飛び、また合体することができる。頭の蛇からはビームおよび催眠ガスを出す。最後は分解したパーツの一つに鎧の一部をくっつけられたまま合体したため溶けかかり、逃げようとしたところを大王によって空で灼熱攻撃を受け、海に落とされ固まった。
シードラゴン
スパイダーのロボット第3号。ジュピックにより、潜水艦で本国に連れ去られていたシンゴ達の前に現れる。人型ではなく、一つの大きな球の周りに、小さい球が並んでいる。渦巻きを起こす。小球は分離可能だが、真下の球はバランスを取るために欠かせず、ここを大王に持ち上げられて、鎧の一部を6発食らい、爆散。シードラゴンの台詞は途中からカタカナからひらがなに変わっている。